# Perxénate

Les perxénates sont des sels d'acide perxénique H4XeO6, qu'on obtient en dissolvant du tétraoxyde de xénon XeO4 dans l'eau :
XeO4 + 2 H2O → H4XeO6
L'acide lui-même, ainsi que l'anion XeO64−, sont deux puissants agents oxydants. Les sels de sodium et de potassium (respectivement perxénate de sodium et perxénate de potassium) sont solubles dans l'eau, tandis que le perxénate de baryum se dissocie dans l'eau en libérant le xénon aussitôt piégé dans un précipité cristallin.
L'IUPAC recommande la graphie perxénonate.